# 조셉 코르테스
조지프 코테이지(Joseph Cortese, 1948년 2월 22일 ~ )는 미국의 배우이다.
패터슨에서 태어났다.

## 영화
- 그린 북 (2018년) - 지오 로스쿠도 역
- 두비어스 소스 (2017년)
- 언럭키맨 (2015년)
- 더 브롱스 불 (2015년) - 비토 역
- 고 고 테일스 (2007년)
- 셧 업 앤드 슛 (2006년)
- 어게인스트 더 로프 (2004년)
- 더 쉬프먼트 (2001년)
- 크라임 서스펙트 (1999년)
- 랫 팩 (1998년)
- 아메리칸 히스토리 X (1998년)
- 마지막 유혹 (1995년)
- 나이트 드림 (1994년)
- F학점의 챔피언 (1993년)
- 익스크루시브 (1992년)
- 루비 (1992년)
- 레니게이드 (1992년)
- 더 클로저 (1990년)
- 용의 전사 (1990, Dragonfight)
- 특명기동작전 테러지령 (1988년)
- 특명기동작전 암살지령 (1986년)
- 사위 합동 작전 (1985년)
- 애상의 연인 (1985년)
- 배반의 계절 (1982년)
- 이블스피크 (1981년)
- 윈도우즈 (1980년)
- 비정의 해결사 (1976년)